# Иван Гологачев
Иван Атанасов Гологачев е български партизанин и офицер.
Роден е на 10 декември 1917 г. в град Варна, тогава Царство България. Има завършено средно образование.
Член е на БРП (т.с.) от 1943 г. От 1 октомври 1943 г. излиза в нелегалност и става партизанин. През 1947 г. е командир на дружина в 3-ти пехотен полк.